# ア・ストーム・イン・ヘヴン
『ア・ストーム・イン・ヘヴン』 (A Storm in Heaven) は、イギリスのロックバンド、ザ・ヴァーヴのデビューアルバム。1993年6月21日発売。全英27位を記録。

## 収録曲
1. スター・セイル / Star Sail - 3:59
2. スライド・アウェイ / Slide Away - 4:03
3. オールレディ・ゼア / Already There - 5:38
4. ビューティフル・マインド / Beautiful Mind - 5:26
5. ザ・サン、ザ・シー / The Sun, The Sea - 5:16
6. ヴァーチャル・ワールド / Virtual World - 6:19
7. メイク・イット・ティル・マンデイ / Make It 'Til Monday - 3:05
8. ブルー / Blue - 5:24
9. バタフライ / Butterfly - 6:38
10. シー・ユー・イン・ザ・ネクスト・ワン / see You in the Next One (Have a Good Time) - 3:07
11. エンドレス・ライフ / Endless Life - 5:32
12. ホエア・ザ・ギース・ゴー / Where the Geese Go - 3:12
13. ノー・カム・ダウン / No Come Down - 3:14

※11~13曲目は日本盤ボーナストラック。